# Fabien Vehlmann
Fabien Vehlmann (ur. 30 stycznia 1972 w Mont-de-Marsan) – francuski scenarzysta komiksowy.

## Życiorys
Urodził się w 1972 w Mont-de-Marsan, dorastał natomiast w Landy i Sabaudii. Studiował w Nantes. Zaczął pisać komiksy w 1996, ale dopiero w następnym roku rozpoczął pracę dla belgijskiego magazynu „Spirou”, gdzie tworzył bardzo krótkie opowiadania do cotygodniowego podsumowania. Wkrótce pojawiły się komiksy  kilkustronicowe, do których rysunki tworzyli różni artyści, w tym Eric Maltaite i René Follet.

## Publikacje

### Komiksy
- Des lendemains sans nuage (2001)
- Les cinq conteurs de Bagdad (2006)
- Une Aventure de... Spirou et Fantasio (2006)
- Sept psychopathes (2006)
- Dieu qui pue, dieu qui pête (2006)
- Jolies Ténèbres (2009; wyd. polskie: Piękna Ciemność, 2018[3])
- L'Île aux cent mille Morts (2011)

### Serie komiksowe
- Green Manor (2001–2005)
- Samedi et Dimanche (2001-)
- Le Marquis d'Anaon (2002-)
- La nuit de l'Inca (2003–2004)
- Ian (2003–2007); wyd. polskie: Ian, 2019[4]
- Wondertown (2005-)
- Seuls (2006-); wyd. polskie: Sami, 2022-[5]
- Spirou et Fantasio (2010-2021)
- SuperGroom (2020–2021)
- Le Dernier Atlas (2020–2021)